# Hari Harilela
Hari Naroomal Harilela (10 de agosto de 1922 - 29 de diciembre de 2014) fue un empresario, hotelero y filántropo indio de Hong Kong. Fundador y presidente del Grupo Harilela. El grupo gestiona empresas que van desde hoteles, inversiones inmobiliaria y bolsa hasta el comercio de importación y exportación. A menudo, se dice que es el indio más rico de Hong Kong.

## Historia
Hari Harilela nació en Hyderabad, en la India británica en 1922. Su padre, Naroomal Lilaram Mirchandani (más adelante rebautizado como Naraindas Harilela) fue el primero de la familia en emigrar a Hong Kong y Cantón para hacer fortuna. Allí montó una tienda de antigüedades. Al recibir la noticia de que su madre (que todavía vivía en Sindh) estaba muy enferma, volvió a la India. Para cuando llegó su madre había muerto y su familia, sin esperarlo, la había incinerado. Profundamente dolido, renunció al apellido Mirchandani y creó su propio apellido uniendo los nombres de sus padres, Haribai y Lelaram. Así nació el apellido Harilela.
Hari Harilela se trasladó a Canton con su madre y dos hermanos en 1930 donde ya vivía su padre. Para entonces, su padre era propietario de varios edificios y casas en China hasta que las repercusiones de la Gran Depresión dañaron enormemente su negocio. La familia se restableció económicamente vendiendo primero botones y después otras prendas de alta calidad y buen precio a los soldados británicos durante la Segunda Guerra Mundial.

## Carrera empresarial
Harilela abrió una tienda de ropa y sastrería en Hong Kong y fue pionero vendiendo y enviando trajes hechos a medida por correo. Durante sus inicios, además, actuaría como mediador para resolver disputas entre familias indias. En 1959, Harilela se dio cuenta de que el auge de los pedidos por correo era algo temporal. Así que diversificó su negocio hacia el sector inmobiliario y hotelero, fundando el Grupo Harilela con sus hermanos George y Peter en 1959.
Para 2014, el grupo ya poseía 19 grandes hoteles en Hong Kong, incluidos el Holiday Inn Golden Mile y el Intercontinental Grand Stanford, ambos en Kowloon, así como otros en otros países de Asia, dos en Canadá y uno en Europa en una de las zonas más exclusivas de Londres. Los hoteles del Grupo Harilela en la región de Asia-Pacífico incluye propiedades en Hong Kong, Macao, Singapur, Penang, Bangkok y Sydney.
En 2012, Hari Harilela renunció como presidente del grupo, pero siguió siendo presidente honorario hasta su muerte. Su hijo Aron lo sustituyó como presidente del grupo.

## Servicio público
Hari Harilela era muy apreciado en la comunidad india local. Era una voz autorizada en el gobierno sobre numerosos temas de minorías étnicas, por lo que gobernadores coloniales y jefes ejecutivos siempre consultaron a Hari Harilela. Harilela también era buen amigo de dos ex directores ejecutivos, Tung Chee-hwa y Donald Tsang Yam-kuen.
En 1985 fue nombrado miembro del Comité Consultivo de Leyes Básicas de Hong Kong y en la década de 1990 fue elegido como Asesor de Asuntos de Hong Kong del Gobierno de la República Popular China. También fue Cónsul Honorario de Níger en Hong Kong hasta 2012.
Fue miembro de la Cámara de Comercio de Hong Kong, una de las cámaras más influyente de la región. A través de esta cámara se eligió a la Jefatura Ejecutiva de la Región Administrativa Especial de Hong Kong de 1996 a 2006. También fue consejero de la Federación de Negocios y Profesionales de Hong Kong.
Hari Harilela también fue regente vitalicio de la Universidad de Pepperdine en los EE. UU., y fue miembro honorario del tribunal de la Universidad de Ciencia y Tecnología de Hong Kong.

## Filantropía
Los auditorios Padma y Hari Harilela, con capacidad para 250 y 150 asientos respectivamente, bautizados así en honor a la familia Harilela como reconocimiento por su donación de 5 millones de dólares de Hong Kong a la Universidad Bautista de Hong Kong.
La Universidad de Ciencia y Tecnología de Hong Kong recibió una donación de 5 millones de dólares de Hong Kong del Hari Harilela para mejorar la Excelencia en la enseñanza y la investigación. La sala de conferencias C (LT-C) recibió el nombre de «Auditorios de conferencias Padma y Hari Harilela» en su honor.
La Universidad de Pepperdine en EE. UU. también cuenta con el Harilela International Tennis Stadium y el Harilela Seminar Room en el  Young Center de la Escuela de posgrado de Educación y Psicología ambos en el campus de Malibú.
Contribuyen con sus donaciones a la Beca Educativa Harilela de misma universidad.

## Vida familiar y personal
Hari Harilela era el patriarca de la familia Harilela con más de 100 miembros. La mayor parte de la familia vive en una mansión de más de 40 habitaciones en Kowloon Tong. Junto a la mansión hay un anexo comunicado donde vive la siguiente generación.
Fue miembro del Hong Kong Jockey Club.
Hari Harilela murió la madrugada del 29 de diciembre de 2014 en su casa de Kowloon Tong rodeado por su familia a la edad de 92 años. Murió acompañado por su esposa Padma, su hijo Aron y sus hijas Nina, Anita y Shakun.

## Honores
Recibió honores de distintas instituciones. En 1963 fue nombrado Juez de Paz y obtuvo el título de Oficial de la Orden del Imperio Británico. Recibió la Estrella Bauhinia de Oro en 2000 así como la Medalla Gran Bauhinia en 2009.
También le otorgaron el Pravasi Bharatiya Samman del Gobierno de la India. El 27 de marzo de 2001 recibió el galardón Lifetime Achievement Award en la 4.ª Conferencia Anual de Inversiones de la Industria Hotelera de Asia Pacífico.